# Опыт Элиу Томсона
Опыт Элиу Томсона — эффектная наглядная демонстрация правила Ленца, предложенная Элиу Томсоном.

## Описание опыта
Экспериментальная установка представляет собой вертикально расположенный соленоид с сердечником. На сердечник надето кольцо из лёгкого металла с малым удельным сопротивлением (например, алюминия). Концы соленоида подключаются к городской сети переменного тока. При замыкании тока кольцо подбрасывается до потолка большой аудитории. Если кольцо удерживать неподвижно (например, щипцами), оно сильно разогревается. Если сила тока в соленоиде не слишком велика, то кольцо будет парить над соленоидом на некоторой высоте.

## Физическое объяснение
При протекании переменного тока через обмотку соленоида в сердечнике возникает переменное магнитное поле, возбуждающее индукционные токи в кольце. Согласно правилу Ленца, эти токи текут таким образом, чтобы уменьшить то поле, которое их создаёт, то есть они текут в сторону, противоположную току в обмотке соленоида. В результате между током в соленоиде и током в кольце возникает отталкивающая сила Ампера. Если сопротивление кольца невелико, то индукционный ток достигает значительной величины, и сила отталкивания способна подкинуть кольцо на несколько метров вверх. Если силы недостаточно, чтобы подкинуть кольцо, или если удерживать кольцо внешним воздействием, то возбуждаемые токи индукции приводят к разогреву кольца в соответствии с законом Джоуля — Ленца.